# Luigi Galleani
Luigi Galleani (né à Verceil le 12 août 1861 ; mort à Aulla le 4 novembre 1931), est un anarchiste insurrectionnel, théoricien anarchiste et éditeur du journal Cronaca Sovversiva (en français, Chronique subversive).

## Biographie
Luigi Galleani est né le 12 août 1861 à Verceil dans le Piémont italien. Issu d'une famille de la classe moyenne (son père est enseignant), il suit des études de droit à l'université de Turin, dans le but de devenir avocat. Il découvre alors l'anarchisme et devient rapidement un militant important de la cause anarchiste.
Arrêté avec 34 compagnons, il est condamné en juin 1894 à trois ans de réclusion, puis emprisonné à Pantelleria d'où il s'évade.
Il gagne alors la Tunisie, puis l'Égypte, l'Angleterre, et enfin les États-Unis en octobre 1901.
Il donne alors des conférences à New York et collabore au journal La Questione sociale dont il devient l'un des rédacteurs principaux.
Le 18 juin 1902, il soutient les ouvriers du textile en grève à Paterson dans le New Jersey. Brillant orateur, avec de l'allure et une personnalité magnétique, il invite les ouvriers à manifester leur révolte. La manifestation dégénère en émeute à la suite des provocations d'un contremaître. Luigi Galleani est alors activement recherché à la suite de la loi martiale décrétée du 20 juin au 2 juillet 1902. Il trouve alors refuge à Montréal au Canada avant de revenir aux États-Unis sous un faux nom en 1903.
Le 6 juin 1903, il fait paraître le journal Cronaca Sovversiva, dans lequel il défend la propagande par le fait et l'action directe.
En 1905, dans Cronaca Sovversiva il publie un article intitulé La Salute è in voi!, un guide de fabrication d'explosif basé sur les écrits d'un de ses amis, chimiste à Milan.
En 1908, La Questione sociale est interdite de diffusion.
Le 24 juin 1919, à la suite de l'attentat du 2 juin 1919 contre la maison du procureur général des États-Unis Alexander Mitchell Palmer et aux affrontements du 1er mai 1919 à New York, Luigi Galleani et ses collaborateurs sont expulsés des États-Unis.
De retour à Turin, il fait reparaître avec Raffaele Schiavina (it) le journal Cronaca Sovversiva le 17 janvier 1920, puis est emprisonné à plusieurs reprises par le régime fasciste, dès l'arrivée au pouvoir de Benito Mussolini.
Il meurt le 4 novembre 1931 à Caprigliola (it), un hameau de la commune d'Aulla en Toscane.

## Compléments